# Carry On/命中註定
《Carry On/命中註定》（日語：Carry On/運命のヒト）為日本音樂團體EXILE（放浪兄弟）的第14張單曲。2004年5月12日於日本發行。

## 解說
- 與前作相隔約半年發售的單曲，EXILE首次兩A單曲。在音樂節目中披露的主是《Carry On》。而《命中註定》只在NHK《POP JAM》披露過1次。
- 2首歌PV的攝影是首次在海外於塞班島進行。及當時EXILE擔任的廣告角色的ダイナシティ的划著自行車的CM是《命中註定》的PV的模仿滑稽化作品。
- 這2首歌未曾收錄於EXILE的原創專輯內，但初次收錄於EXILES的專輯《HEART of GOLD〜STREET FUTURE OPERA BEAT POPS〜》內。但《命中註定》因為鋼琴版本被收錄，原創版本則首次收錄於《PERFECT BEST》。此後《命中註定》以ATSUSHI及TAKAHIRO所唱的管弦樂版本收錄在第5張專輯《EXILE EVOLUTION》及《EXILE BALLAD BEST》了。管弦樂版比原版掉下半調。
- 據說《命中註定》，是ATSUSHI寫的實際體驗的歌。TAKAHIRO在選拔會中的自由曲審查時唱這首歌，是當時他說自己最喜歡的歌。
- 《Carry On》於《EXILE CATCHY BEST》以ATSUSHI及TAKAHIRO所所唱版本所收錄。在《LIVE TOUR 2007 EXILE EVOLUTION》被露一少段。

## 發行版本
- CD

## 收錄歌曲
1. Carry On [4:50]
  - 作詞：SHUN / 作曲：原一博 / 編曲：h-wonder

大塚製藥廣告歌曲
2. 命中註定 [4:49]
  - 作詞：ATSUSHI / 作曲：山口寛雄 / 編曲：h-wonder

朝日電視台系《奇跡の扉 TVのチカラ》片尾歌
DYNACITY（ダイナシティ）廣告歌曲
3. Together (HOTMAN version) [2:36]
  - 作詞：EXILE & 加藤健 / 作曲：原一博 / 編曲：岩戸崇

第8張單曲《Together》的劇集《HOTMAN》（ホットマン）版本。與第8張單曲中收錄的《Together -A Capella Version-》沒有變化。
4. Carry On (instrumental) [4:50]
5. 運命のヒト (instrumental) [4:49]

## 收錄專輯
- HEART of GOLD〜STREET FUTURE OPERA BEAT POPS〜（EXILES）（#1,2、#2是鋼琴版本）
- PERFECT BEST（#1,2）
  - SINGLE BEST（#1,2）
- EXILE EVOLUTION（#2、管弦樂版本）
- EXILE CATCHY BEST（#1）
- EXILE BALLAD BEST（#2、管弦樂版本）
- EXILE BEST HITS -LOVE SIDE / SOUL SIDE-（#2、管弦樂版本）

## 備註
1. 1 2  . Oricon. 2004  [2013-01-12]. （原始内容存档于2013-03-03） （日语）.